# Entelecara
Entelecara es un género de arañas araneomorfas de la familia Linyphiidae. Se encuentra en la zona holártica.

## Lista de especies
Según The World Spider Catalog 12.0:
- Entelecara acuminata (Wider, 1834)
- Entelecara aestiva Simon, 1918
- Entelecara aurea Gao & Zhu, 1993
- Entelecara cacuminum Denis, 1954
- Entelecara congenera (O. Pickard-Cambridge, 1879)
- Entelecara dabudongensis Paik, 1983
- Entelecara errata O. Pickard-Cambridge, 1913
- Entelecara erythropus (Westring, 1851)
- Entelecara flavipes (Blackwall, 1834)
- Entelecara forsslundi Tullgren, 1955
- Entelecara helfridae Tullgren, 1955
- Entelecara italica Thaler, 1984
- Entelecara klefbecki Tullgren, 1955
- Entelecara media Kulczynski, 1887
- Entelecara obscura Miller, 1971
- Entelecara omissa O. Pickard-Cambridge, 1902
- Entelecara schmitzi Kulczynski, 1905
- Entelecara sombra (Chamberlin & Ivie, 1947)
- Entelecara strandi Kolosváry, 1934
- Entelecara tanikawai Tazoe, 1993
- Entelecara truncatifrons (O. Pickard-Cambridge, 1875)
- Entelecara turbinata Simon, 1918